# The Dark Silence
The Dark Silence è un film muto del 1916 diretto da Albert Capellani.

## Produzione
Il film fu prodotto dalla Peerless Productions e dalla World Film.

## Distribuzione
Distribuito dalla World Film, il film uscì nelle sale cinematografiche USA il 25 settembre 1916 con il titolo originale The Dark Silence. In Francia, venne ribattezzato Femmes de France.
Non si conoscono copie ancora esistenti della pellicola che viene considerata presumibilmente perduta.